# Zygmunt Dejczmans murstenshus
Zygmunt Dejczmans murstenshus (polsk Kamienica Zygmunta Dejczmana) ligger på hjørnet af Tadeusz Kościuszkos allé og Adam Mickiewicz’ allé i Łódź. Det regnes for at være et af de mest fuldkomne eksempler på art nouveau i Polen. Bygningen har fire etager med luksuriøse flerrummede lejligheder, og blev bygget i to etaper:
I 1902 tegnede arkitekten Gustaw Landau-Gutenteger halvdelen af mursteinshuset. Bygningen stod i uforandret form frem til 1912. I 1911 solgte Zygmunt Dejczman grunden med bygningen til ægteparret Stanisław og Matylda Poznańscy (de var imidlertid ikke i slægt med Izrael Poznański), som i 1912 udbyggede murstenshuset i nordlig retning til den størrelse det har i dag. Bygningsarbejdet blev overgivet til arkitekten Romuald Miller.
Den oprindelige bygning fra 1902 havde seks vinduesrækker med en tovinget indgangsport. Nogle af vinduerne fik en halvrundet og flad bueform. På facaden placerede arkitekten asymmetrisk et tre etager højt karnap, dekoreret med druer, valmuer og kastanjeblade. Gutenteger planlagde også at give facaden rige plantedekorationer, nyreformede vinduer og flydende, bølgende gitre på balkonerne. Bygningen blev imidlertid ikke udformet fuldstændig efter arkitektens plan.
Det udbyggede murstenshus' facade fra 1912, som frem til i dag er bevaret i uforandret form, udnyttede et identisk kompositionsmønster som det første. I tillæg blev hele den nye bygnings facade rigt udsmykket med plantemotiver i form af stilke, blade, udfoldende knopper, blomster, frugter, grannåle og kogler, kastanjetræer, druer, solsikker, roser og valmuer. I facaden kontrasterer desuden den mørke mursten med den ru og grå samt glatte og hvide murpuds. De to indgangsporte og porten til gården er asymmetrisk placeret i facaden. På indgangsportenes hjørner findes basreliefmaskaroner. Helheden står i kontrast med det usædvanligt høje tag.
Gårdspladsen begrænses fra den vestlige side af en enetages malerisk murstensbygning – en pavillon med et lille tårn.
51°45′33.67″N 19°27′19.13″Ø / 51.7593528°N 19.4553139°Ø